# Partizione delle Alpi

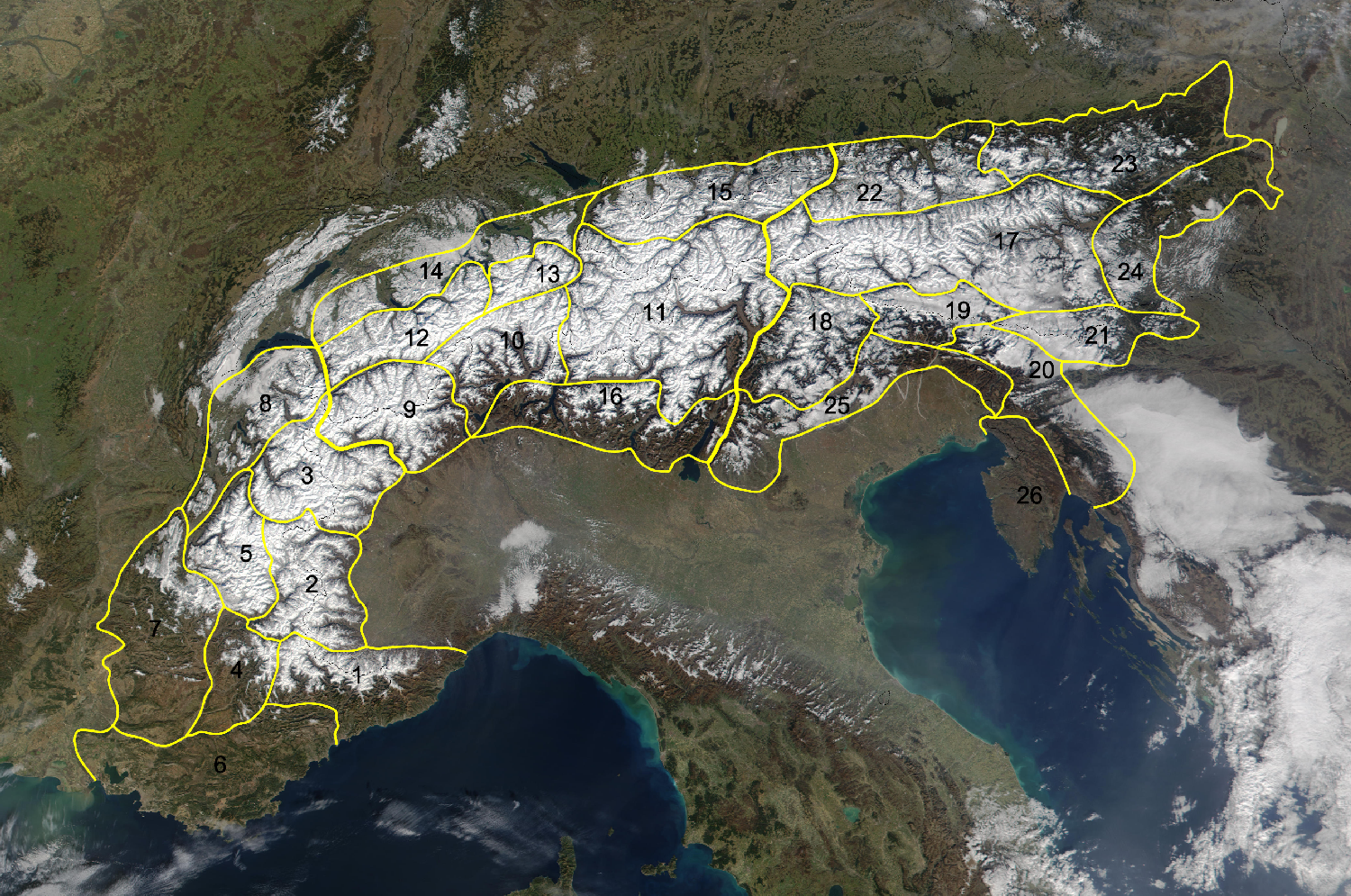
Partizione delle Alpi

Die Partizione delle Alpi (deutsch „Einteilung der Alpen“) ist eine Klassifikation der Gebirgsgruppen der Alpen hauptsächlich in der italienischen Literatur, welche teilweise auch in Frankreich und der Schweiz verwendet wird. Die Partizione verwendet eine Dreiteilung der Alpen entlang des Alpenbogens, mit Alpi Occidentali (Westalpen), Alpi Centrali (Zentralalpen) und Alpi Orientali (Ostalpen).

## Grundlagen

Gebirgsgruppen und Staatsgrenzen

Die grundlegende Unterteilung beruht auf den drei Großgruppen (italienisch parti ‚Teile‘). Diese werden in 26 sezione (‚Sektionen‘) und 112 gruppi (‚Gruppen‘) unterteilt.
- Die Alpi Occidentali, deutsch Westalpen, französisch Alpes Occidentales erstrecken sich in dieser Alpengliederung vom Bocchetta di Altare/Colle di Cadibona, der allgemein üblichen Grenze von Alpen und Apennin, bis an den Grand Col Ferret (knapp westlich des Grossen Sankt Bernhard) zwischen Aostatal und Wallis (oberes Rhonetal). Höchster Gipfel ist der Mont Blanc (Monte Bianco) (4810 m).
  - Als Grenze zwischen westlichem und zentralem Alpenbogen gilt die Linie Ivrea – Aostatal – Valdostanisches Val Ferret – Col Ferret – Walliser Val Ferret – Martigny-Ville im Knie des Wallis – Ostende des Genfersees bei Montreux/Vevey.
- Die Alpi Centrali, deutsch Zentralalpen, französisch Alpes Central ziehen sich vom Col Ferret zum Brennerpass (Passo del Brennero). Höchster Berg ist der Monte Rosa (4634 m).
  - Der Ostabschnitt trennt sich entlang der Linie Tal der Etsch (bei Verona, Vallagarina, Etschtal i. e. S. bis Bozen) – Tal des Eisack (Eisacktal bis Franzensfeste, Oberes Wipptal) – Brenner – Tal der Sill (Unteres Wipptal) – Innsbruck – Unterinntal bis Rosenheim.
- Die Alpi Orientali, deutsch Ostalpen, frz. Alpes Orientales ziehen sich vom Brenner bis nach Rijeka (ital. Fiume), einschließlich Istrien und Gorski kotar. Der Großglockner (3798 m) ist hierbei der höchste Gipfel.

Der Begriff der Zentralalpen ist aber nicht mit den Zentralalpen innerhalb der Nord-Süd-Gliederung der Ostalpen zu verwechseln.

## Geschichte und Rezeption
Diese Alpengliederung wurde 1926 anlässlich des IX. Congresso Geografico Italiano aufgestellt und in dem Werk Nomi e limiti delle grandi parti del Sistema Alpino (‚Namen und Umgrenzung der großen Teile des Systems der Alpen‘) publiziert.
Die Gliederung umfasst die Gesamtheit der Alpen, und nicht nur die, die in das Staatsgebiet Italiens fallen. Trotzdem ist diese Klassifikation auf Italien fokussiert, weil sie keine Zweiteilung verwendet, und im Allgemeinen die Einteilungen, die in anderen Staaten üblich ist, nicht berücksichtigt. Sie gilt auch als fehlerhaft, weil sie Gebiete miteinbezieht, die nach Stand der Forschung nicht Teil der Alpen sind.
Als grundlegenden Missstände und Ungereimtheiten werden angeführt:
- Das Massif des Maures, das tektonisch und erdgeschichtlich nicht zum System der Alpen gehört, wird einbezogen.[4]
- Die Monts de Vaucluse, Montagne de Lure und das Luberonmassiv werden in der französischen Literatur nicht zu den Voralpen der Dauphiné, sondern der Provence gerechnet, weil sie in dieser Region liegen. Außerdem enthalten die provencalischen Alpen auch die ‚Voralpen von Digne‘ (Préalpes de Digne), die unter Prealpi di Provenza (Provenzalische Voralpen, Préalpes de Provence) geführt werden.
- In die Prealpi svizzere (Schweizer Voralpen) sind nördlichere Gebiete einbezogen, die nach der schweizerischen geographischen Literatur nicht zum Alpenraum gehören, sondern zum Schweizer Mittelland, als Teil des nördlichen Alpenvorlandes.
- Die Alpi Noriche (Norische Alpen) enthalten ein viel zu ausgedehntes Gebiet im Vergleich dazu, welche Gruppen die österreichische Literatur angibt (so inkludierte man die Tuxer Alpen, die ganzen Tauern, die Alpen der Steiermark und Kärntens in die Norischen Alpen).
- Die Alpi bavaresi (Bayrische Alpen), die Alpi salisburghesi (Salzburger Alpen) und die Alpi austriache (Österreichische Alpen) beruhen auf altertümlichen Konzepten, die Begriffe sind im deutschsprachigen Raum ganz anders besetzt.
- Der Karst im weiteren Sinne und Istrien, die heute zu den Dinariden gerechnet werden, werden zu den Alpen gerechnet.

Modernere Varianten dieses Systems finden sich in Standardwerken wie dem Dictionaire encyclopédie des Alpes (2006) oder Il Grande Dizionario Enciclopedico delle Alpi (2007).

## Sektionen und Gruppen der drei Alpenteile
| Nr. | ital.                                  | frz./slow. 1                        | dt.                                          | Gruppen (dt. in Klammer) |
| --- | -------------------------------------- | ----------------------------------- | -------------------------------------------- | --- |
|     | Alpi Occidentali                       | Alpes occidentales                  | Westalpen                                    | Vom Colle di Cadibona bis zum Col Ferret |
| 01  | Alpi Marittime (e Prealpi di Nizza)    | Alpes maritimes                     | Meeralpen, Seealpen                          | 1a Alpi liguri/Alpes ligures (Ligurische Alpen) 1b Alpi del Var 1c Prealpi di Nizza/Préalpes de Nice, Préalpes Niçoises |
| 02  | Alpi Cozie                             | Alpes cottiennes                    | Cottische Alpen                              | 2a Alpi Cozie meridionali, Gruppo del Monviso (südliche Cottische Alpen) 2b Alpi Cozie centrali, Alpi del Monginevro (Zentrale Cottische Alpen →Col de Montgenèvre) 2c Alpi Cozie settentrionali Catena del Cenisio/Massif du Mont-Cenis (Nördliche Cottische Alpen) |
| 03  | Alpi Graie                             | Alpes grées                         | Grajische Alpen                              | 3a Gruppo del Gran Paradiso 3b Alpi della Tarantasia 3c Gruppo del Monte Bianco (Mont-Blanc-Gruppe) |
| 04  | Alpi di Provenza                       | Alpes de Provence                   | Provenzalische Alpen                         | 4a Gruppo dell'Asse 4b Gruppo della Bléone |
| 05  | Alpi del Delfinato                     | Alpes du Dauphiné                   | Dauphiné-Alpen, Dauphinéer Alpen             | 5a Gruppo del Champsaur 5b Massiccio del Pelvoux 5c Alpi di Moriana |
| 06  | Prealpi di Provenza                    | Préalpes de Provence                | Provenzalische Voralpen                      | 6a Chaînes des Plans 6b Montagne di Sainte Victoire 6c Catena della Sainte Baume 6d Monti dei Maures e dell'Esterel/Massif des Maures et Esterel |
| 07  | Prealpi del Delfinato                  | Préalpes du Dauphiné                | Dauphiné-Voralpen, Dauphinéer Voralpen       | 7a Montagna del Luberon 7b Montagne di Valchiusa 7c Massiccio del Dévoluy 7d Vercors |
| 08  | Prealpi di Savoia, Alpi di Savoia      | Préalpes de Savoie, Alpes de Savoie | Savoie-Voralpen, Savoie-Alpen, Savoier Alpen | 8a Alpi dello Sciablese (Chablais-Alpen) 8b Catena del Reposoir 8c Baujes 8d Massiccio della Grande Chartreuse |
|     | Alpi Centrali                          | Alpes centrals                      | Zentralalpen                                 | Vom Col Ferret bis zum Brennerpass |
| 09  | Alpi Pennine                           | Alpes pennines                      | Penninische Alpen                            | 9a Alpi del Vallese (Walliser Alpen) 9b Gruppo della Val Sesia |
| 010 | Alpi Lepontine                         | Alpes lépontines                    | Lepontinische Alpen                          | 10a Gruppo del Monte Leone (Monte Leone-Gruppe) 10b Gruppo dell'Adula (Adula-Alpen) 10c Alpi Ticinesi (Tessiner Alpen) |
| 011 | Alpi Retiche                           | Alpes rhétiques                     | Rätische Alpen                               | 11a Gruppo dell’Albula e Silvretta (Albulaalpen und Silvretta) 11b Gruppo della Plessur (Plessuralpen) 11c Catena del Reticone (Rätikon) 11d Gruppo del Ferwall (Ferwallgruppe) 11e Gruppo del Bernina (Berninagruppe) 11f Gruppo dell'Umbraglio (Umbrailgruppe) 11g Alpi Venoste (Ötztaler Alpen) 11h Alpi Breonie (etwa Stubaier Alpen) 11i Alpi Sarentine (Sarntaler Alpen) 11j Gruppo dell’Ortles (Ortlergruppe) 11k Monti della Val di Non (Nonsberggruppe) 11l Gruppo dell’Adamello (Adamellogruppe) 11m Dolomiti di Brenta |
| 012 | Alpi bernesi                           | Alpes bernoises                     | Berner Alpen                                 | 12a Massiccio del Finsteraarhorn (Finsteraarhorn-Massiv) 12b Gruppo del Wildhorn (Wildhorngruppe) 12c Alpi Urane (Urner Alpen) |
| 013 | Alpi Glaronesi                         | Alpes glaronaises                   | Glarner Alpen                                | 13a Gruppo del Tödi (Tödigruppe) 13b Gruppo della Sardona (Surenstock) |
| 014 | Prealpi Svizzere                       | Préalpes Suisses                    | Schweizer Voralpen                           | 14a Prealpi della Simmental (Simmentaler Alpen) 14b Prealpi dell'Emmental (Emmentaler Alpen) 14c Prealpi della Linth (Linth-Alpen) |
| 015 | Alpi Bavaresi                          | –                                   | Bayrische Alpen                              | 15a Alpi dell’Algovia (Allgäuer Alpen) 15b Alpi della Lechtal (Lechtaler Alpen) 15c Monti dell'Achensee (Achenseeberge) |
| 016 | Prealpi Lombarde                       | –                                   | Lombardische Voralpen, Lombardische Alpen    | 16a Prealpi Luganesi (Luganer Voralpen) 16b Alpi Orobie (Orobische Alpen) 16c Prealpi Bergamasche (Bergamasker Alpen) 16d Prealpi Bresciane (Bescianer Alpen) 16e Prealpi Giudicarie 16f Gruppo del Monte Baldo |
|     | Alpi Orientali                         | Alpes orientales                    | Ostalpen                                     | Vom Brenner bis Rijeka |
| 017 | Alpi Noriche                           | –                                   | Norische Alpen                               | 17a Prealpi del Tux (Tuxer Alpen) 17b Alpi della Zillertal (Zillertaler Alpen) 17c Alti Tauri (Hohe Tauern) 17d Bassi Tauri (Niedere Tauern) 17b Alpi Carinziane (Kärntner Alpen) |
| 018 | Dolomiti                               | –                                   | Dolomiten                                    | 18a Alpi di Gardena e Fassa 18b Gruppo della Marmolada 18c Alpi di Ampezzo e Cadore 18d Alpi della Valsugana e di Primiero |
| 019 | Alpi Carniche                          | Karnijske Alpe                      | Karnische Alpen                              | 19a Alpi della Gail (Gailtaler Alpen) 19b Alpi di Tolmezzo |
| 020 | Alpi Giulie                            | Julijske Alpe                       | Julische Alpen                               | 20a Alpi Giulie settentrionali (Nördliche Julische Alpen) 20b Alto Carso (Hoher Karst) 20c Carso Corniolino (Krainer Karst) |
| 021 | Caravanche                             | Karavanke                           | Karawanken                                   | 21a Catena delle Caravanche (Karawanken-Kette) 21b Monti di Bacher (Bachergebirge/Kamnische Alpen) |
| 022 | Alpi Salisburghesi, Alpi di Salisburgo | –                                   | Salzburger Alpen                             | 22a Alpi di Kitzbühel (Kitzbüheler Alpen) 22b Monti Steinernes Meer 22b 22c Monti del Kaiser (Kaisergebirge) 22d Monti dello Stein (Loferer und Leoganger Steinberge) 22e Monti di Tennen (Tennengebirge) 22f Monti del Dachstein (Dachsteingruppe) |
| 023 | Alpi Austriache, Prealpi Austriache    | –                                   | Österreichische Alpen                        | 23a Monti Totes (Totes Gebirge) 23b Gruppo del Pyhrgas (Phyrgasgruppe) 23c Monti di Sengsen (Sengsengebirge) 23d Alpi di Ennstal (Ennstaler Alpen) 23e Gruppo dello Hochschwab (Hochschwabgruppe) 23f Alpi di Rax (Raxalpe) 23g Gruppo dello Schneeberg (Schneeberggruppe) 23h Prealpi dell'Ötscher (Ötscher-Voralpen) 23i Selva Viennese (Wienerwald) |
| 024 | Prealpi di Stiria                      | –                                   | Steirische Alpen, Steirische Voralpen        | 24a Alpi di Stub (Stubalpe) 24b Alpi di Glein (Gleinalpe) 24c Alpi di Hoch (Hochalpe) 24d Alpi di Kor (Koralpe) 24e Monti di Windische Bühel 24f Monti Stiriani (Steirisches Randgebirge) 24g Monti di Bucklige Welt 24b Monti di Rosalia (Rosaliengebirge) |
| 025 | Prealpi Trivenete                      | Venetske Alpe                       | Venetische Alpen, Venetische Voralpen        | 25a Monti Lessini (Lessinische Berge/Lessinische Alpen) 25b Altopiano di Asiago 25c Monte Grappa 25d Prealpi Bellunesi (Belluneser Voralpen) 25e Prealpi Carniche (Karnische Voralpen) 25f Prealpi Giulie (Julische Voralpen) |
| 026 | Carso                                  | Kras                                | Karst                                        | 26a Piccolo Carso (Kleiner Karst) 25b Carso istriano (Istrischer Karst) |

1 französisch für die West- und westlichen Zentralalpen, slowenisch für die südlichen Ostalpen
22b Monti Steinernes Meer meint die ganzen Berchtesgadener Alpen